# (9623) Karlsson
(9623) Karlsson est un astéroïde de la ceinture principale.

## Description
(9623) Karlsson est un astéroïde de la ceinture principale. Il fut découvert le 21 mars 1993 à La Silla par le programme UESAC. Il présente une orbite caractérisée par un demi-grand axe de 2,45 UA, une excentricité de 0,16 et une inclinaison de 3,4° par rapport à l'écliptique.

## Compléments